# Walter Pidgeon
Walter Davis Pidgeon (Saint John (New Brunswick), 23 september 1897 – Santa Monica (Californië), 25 september 1984) was een Canadees-Amerikaans acteur.

## Levensloop
Nadat hij zijn schooldiploma behaalde, besloot Pidgeon drama te studeren aan de University of New Brunswick. Tijdens de Eerste Wereldoorlog ging hij het leger in en raakte ernstig gewond. Hij moest uiteindelijk 17 maanden doorbrengen in een ziekenhuis. Nadat de Oorlog voorbij was, verhuisde hij naar Boston om er te werken als bankier. Met zijn loon financierde hij zijn studie aan de New England Conservatory. Hij was een klassiek geschoold bariton.
Hierna verhuisde Pidgeon naar New York, waar zijn debuut op Broadway volgde in 1925. Hij begon ook met acteren in stomme films, maar werd pas bekend nadat de geluidsfilms hun intrede hadden gedaan. Hij kreeg hoofdrollen in verscheidene musicals, maar verloor aan het einde van de jaren 30 zijn populariteit. Hierna speelde hij voornamelijk bijrollen in dramafilms.
In 1941 maakte Pidgeon een comeback met een rol in How Green Was My Valley. Hij werd in deze periode regelmatig tegenover Greer Garson gecast en werd in 1943 genomineerd voor een Academy Award voor Beste Acteur voor zijn rol in Mrs. Miniver (1942) en een jaar later voor Madame Curie. Hij won bij geen van de Oscarnominaties.
Pidgeon keerde in de jaren 50 terug naar Broadway en zette zijn filmcarrière op een laag pitje. Hoewel hij in 1973 met pensioen ging, was zijn laatste filmoptreden in 1978. In 1984 stierf hij, twee dagen na zijn zevenentachtigste verjaardag, als gevolg van een beroerte.

## Selectieve filmografie
| - The Kiss Before the Mirror (1933) - Big Brown Eyes (1936) - Saratoga (1937) - Man-Proof (1938) - The Girl of the Golden West (1938) - The Shopworn Angel (1938) - Too Hot to Handle (1938) - Listen, Darling (1938) - Nick Carter, Master Detective (1939) - 6,000 Enemies (1939) - I Take This Woman (1940) - It's a Date (1940) - Dark Command (1940) - Flight Command (1940) - Man Hunt (1941) - Blossoms in the Dust (1941) - How Green Was My Valley (1941) - Design for Scandal (1941) - Mrs. Miniver (1942) - White Cargo (1942) - Madame Curie (1943) - Mrs. Parkington (1944) - Week-End at the Waldorf (1945) - Holiday in Mexico (1946) - The Secret Heart (1946) - If Winter Comes (1947) - Julia Misbehaves (1948) - Command Decision (1948) | - The Red Danube (1949) - That Forsyte Woman (1949) - The Miniver Story (1950) - Soldiers Three (1951) - Quo Vadis (1951) (verteller) - Million Dollar Mermaid (1952) - The Bad and the Beautiful (1952) - Scandal at Scourie (1953) - Dream Wife (1953) - Executive Suite (1954) - Men of the Fighting Lady (1954) - The Last Time I Saw Paris (1954) - Deep in My Heart (1954) - Hit the Deck (1955) - The Glass Slipper (1955) - Forbidden Planet (1956) - The Rack (1956) - Voyage to the Bottom of the Sea (1961) - Advise & Consent (1962) - Big Red (1962) - Warning Shot (1967) - Funny Girl (1968) - Rascal (1969) - Skyjacked (1972) - Two-Minute Warning (1976) - Sextette (1978) |

- Bibsys: 6002339
- Biblioteca Nacional de España: XX1297225
- Bibliothèque nationale de France: cb13898471c (data)
- Catàleg d'autoritats de noms i títols de Catalunya: 981058519116506706
- Gemeinsame Normdatei: 13852145X
- International Standard Name Identifier: 0000 0001 2283 782X
- Library of Congress Control Number: n85151623
- MusicBrainz: 1eb8e363-f8d8-440e-92e8-713b856a0b47
- National Archives and Records Administration: 10568676
- Nationale Bibliotheek van Tsjechië: pna2010568328
- Nationale bibliotheek van Australië: 35311162
- Nationale Bibliotheek van Israël: 987007452346905171
- Nederlandse Thesaurus van Auteursnamen: 073622893
- Istituto Centrale per il Catalogo Unico: RAVV089461
- SNAC: w6n303qd
- Système universitaire de documentation: 061554103
- Trove: 907221
- Virtual International Authority File: 105524171
- WorldCat: E39PBJdmmMmfbm3R4dhvKDvCQq